# Liste der Fernstraßen in Nordkorea

Karte wichtiger Straßen in Nordkorea. Die sternförmig von Pjöngjang ausgehenden Fernstraßen in blau.

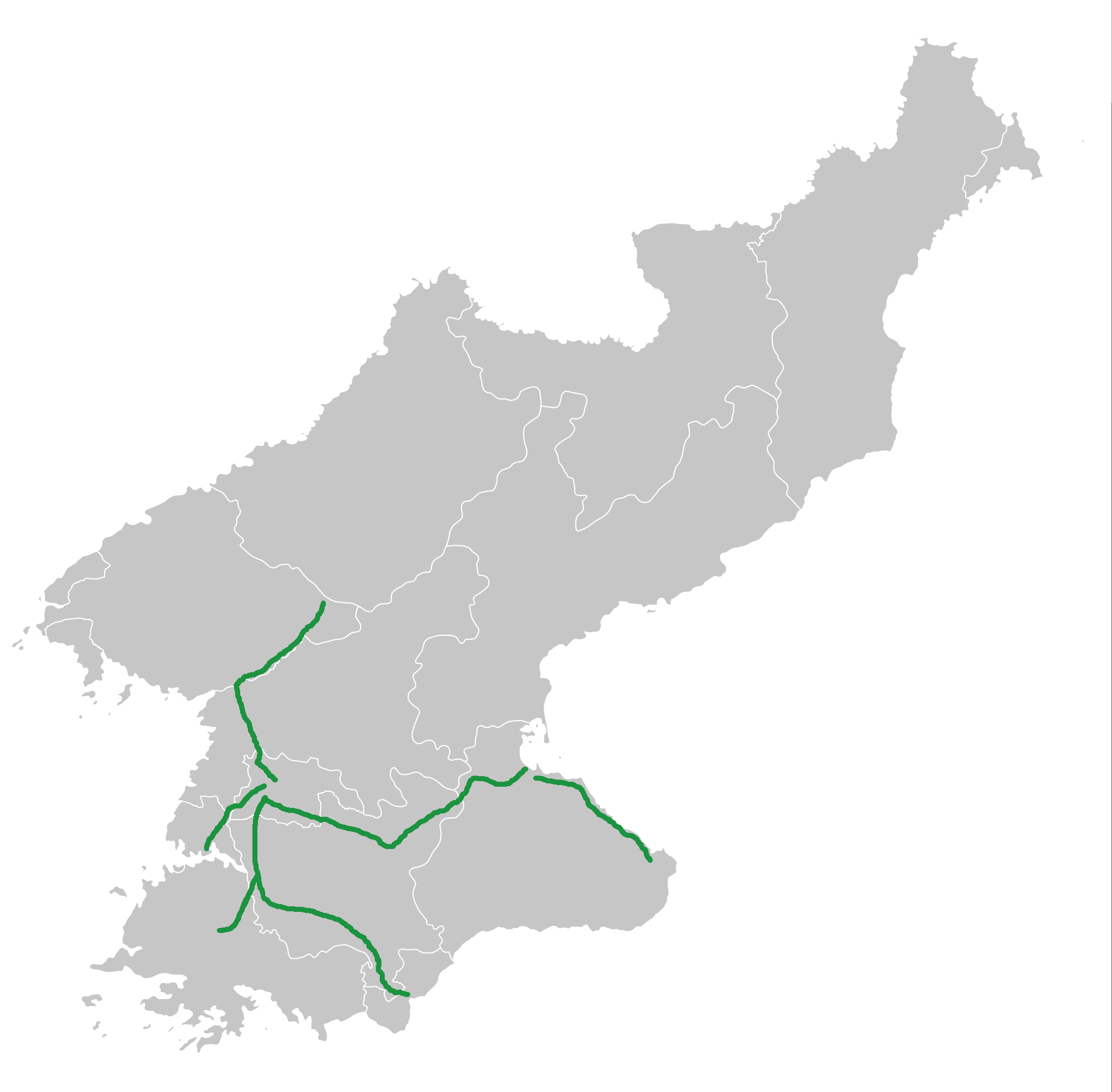
Autobahnen in Nordkorea

Diese Liste zeigt die Fernstraßen in Nordkorea auf. Sie haben nur einen Namen, aber keine Nummern.

## Fernstraßen
| Name                             | Hangeul            | Verlauf              | Länge    | Inbetriebnahme     |
| -------------------------------- | ------------------ | -------------------- | -------- | ------------------ |
| Pjöngjang-Sunan-Schnellstraße    | 평양순안고속도로   | Pjöngjang – Sunan    | 015 km   | 1977               |
| Pjöngjang-Namp’o-Schnellstraße   | 평양남포고속도로   | Pjöngjang – Namp’o   | 044 km   | 1978               |
| Pjöngjang-Wŏnsan-Schnellstraße   | 평양원산관광도로   | Pjöngjang – Wŏnsan   | 172 km   | 02. September 1978 |
| Wŏnsan-Kŭmgangsan-Schnellstraße  | 원산금강산고속도로 | Wŏnsan – Kŭmgangsan  | 114 km   | 1989               |
| Pjöngjang-Kaesŏng-Schnellstraße  | 평양개성고속도로   | Pjöngjang – Kaesŏng  | 170 km   | 15. April 1992     |
| Pjöngjang-Hyangsan-Schnellstraße | 평양향산관광도로   | Pjöngjang – Hyangsan | 120 km   | 1996               |
| Pjöngjang-Sinŭiju-Schnellstraße  | 평양신의주고속도로 | Pjöngjang – Sinŭiju  | 387,1 km | im Bau             |
| Straße der Heroischen Jugend     | 청년영웅도로       | Pjöngjang – Namp’o   | 46,3 km  | 2000               |

Zeichen für die Autobahn

Die Pjöngjang-Sunan-Schnellstraße, die den Flughafen Sunan mit Pjöngjang verbindet, wird zusammen mit der Pjöngjang-Hyangsan-Schnellstraße auch Pjöngjang-Huichon-Schnellstraße (평양희천고속도로) genannt. Die Pjöngjang-Namp’o-Schnellstraße von 1978 wurde von 1998 bis 2000 als Grundlage für den Bau der Straße der Heroischen Jugend genutzt.